# Rolls-Royce RB.162
Le Rolls-Royce RB.162 était un turboréacteur de construction simple et légère, produit par la société britannique Rolls-Royce Limited. Développé au début des années 1960, il fut spécialement conçu pour être utilisé comme moteur de sustentation pour avions à décollages verticaux, il fut ensuite utilisé dans l'avion de ligne Hawker Siddeley Trident, en tant que moteur supplémentaire.
Une version plus petite, le RB.181, ne dépassa pas le stade du projet, de même que sa version turbofan, le RB.175.

## Conception et développement

### Développement initial
Le RB.162 fut conçu pour correspondre avec anticipation aux potentiels besoins d'un futur ADAV, avec comme objectifs principaux la simplicité, la fiabilité et une relative légèreté de construction. Les coûts de développement furent partagés entre le Royaume-Uni, la France et l'Allemagne, après la signature d'un accord de développement commun entre ces pays. Le moteur était doté d'un carter de compresseur en fibre de verre et de pales de compresseur en plastique, afin de limiter le poids et de réduire les coûts de production. Le moteur ne possédait pas de système de lubrification, une dose d'huile étant en fait injectée dans les deux roulements principaux du moteur par l'air comprimé utilisé pour entraîner le compresseur pendant le démarrage.
Bien que le RB.162 fut d'une conception réussie, le grand marché espéré dans le domaine des ADAV n'eut jamais l'occasion de vraiment se matérialiser, et le moteur fut seulement produit en très petite quantité, à 86 exemplaires.
Le gouvernement français y investi en pertes 79 millions de francs français (valeur 1970, soit 94 millions d'euros valeurs 2022) entre 1960 et 1966.

### Développement pour le Trident
En 1966, la British European Airways (BEA) émit une demande pour un avion à la distance franchissable améliorée, afin de pouvoir desservir des destinations en Méditerranée. Après qu'une proposition d'employer une flotte mixte d'appareils Boeing 727 et 737 ait été refusée par le gouvernement britannique, Hawker Siddeley proposa à la BEA une version allongée et aux performances améliorées de son Trident, qui existait déjà dans la compagnie. Cette version, désignée Trident 3B, utilisait, en plus de ses trois turbofans Rolls-Royce Spey, un RB.162-86 monté en position centrale, qui était utilisé pour le décollage et la montée en conditions atmosphériques chaudes et en zones de hautes altitudes, ce qui correspondait assez bien aux caractéristiques des aéroports visés situés en Méditerranée. Ce moteur de « boost » était éteint une fois que l'avion atteignait son régime de croisière.
Des travaux de modification furent nécessaires pour convertir le moteur, de sa position verticale habituelle, en une nouvelle position horizontale pour le Trident. Équipé de ce RB.162 supplémentaire, le Trident 3B bénéficiait de 15 % de poussée supplémentaire par-rapport à ses versions antérieures, avec une pénalité de poids de seulement 5 %.

### RB.175 et 181
Rolls-Royce lança également une étude pour un dérivé turbofan du RB.162, alors désigné RB.175, ainsi que d'une version à échelle réduite, le RB.181, produisant approximativement 8,90 kN de poussée. Sept de ces moteurs de sustentation devaient potentiellement équiper la version ADAV jamais construite du Lockheed F-104 Starfighter, le Lockheed/Short Brothers CL-704.

## Applications

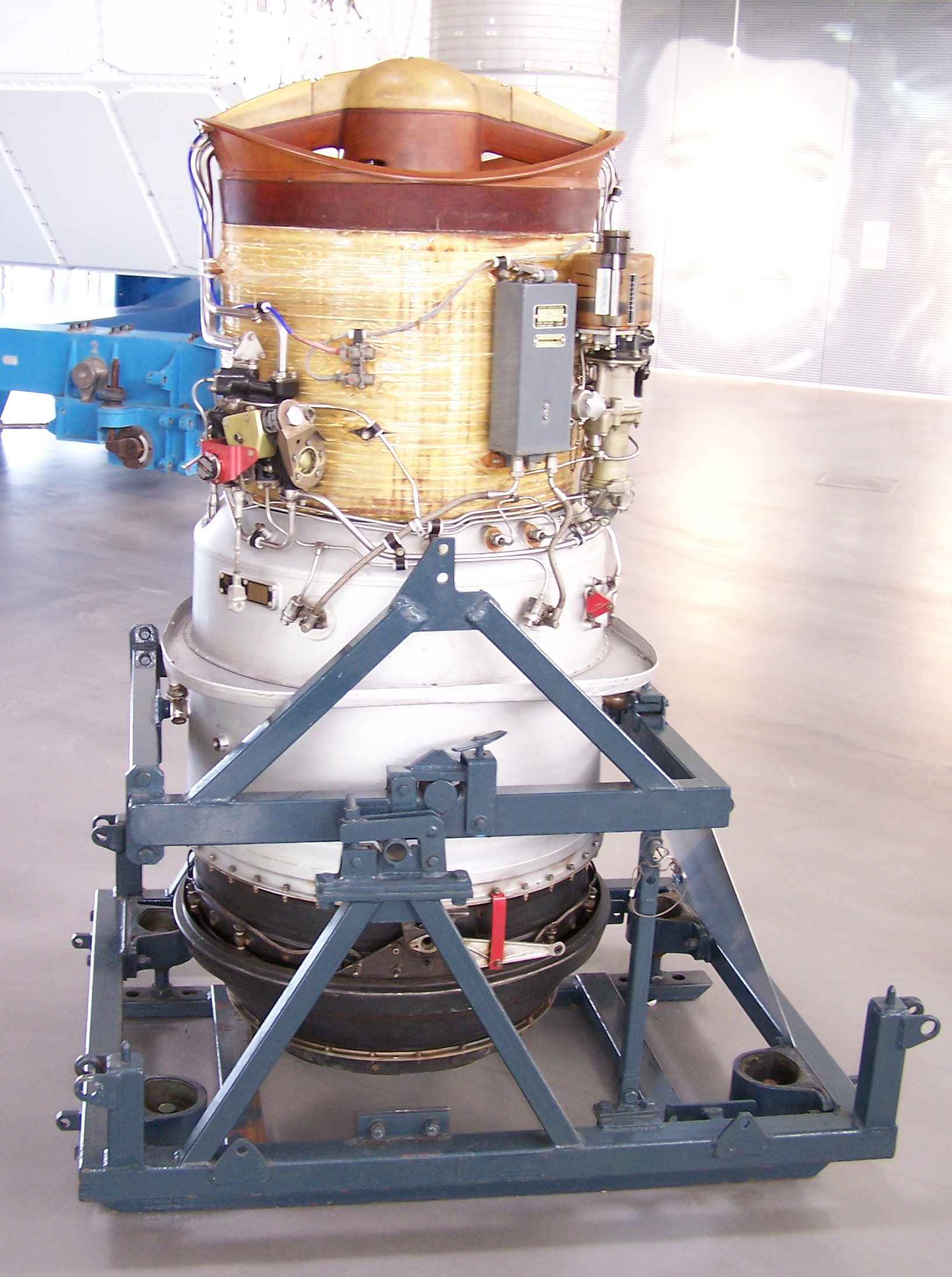
Rolls-Royce RB.162-4D exposé au Deutsches Museum, à Munich.

- Dassault Mirage III V
- Dornier Do 31
- Hawker Siddeley Trident 3B
- VFW-Fokker VAK 191B

## Exemplaires en exposition
- Un RB.162 préservé est en exposition au musée de la RAF de Cosford, au Royaume-Uni ;
- Un RB.162-4D est visible au Deutsches Museum, Munich ;
- Un RB.162 est visible dans le foyer du Department Of Engineering de l'université de Liverpool ;
- Un RB.162 est préservé aux Ailes Anciennes Toulouse à Blagnac.